# کویایما
کویایما (به اسپانیایی: Coyaima) یک سکونتگاه مسکونی در کلمبیا است که در بخش تولیما واقع شده‌است.

## خصوصیات
کویایما ۶۶۴٫۳۳ کیلومترمربع مساحت و ۲۷٬۷۳۳ نفر جمعیت دارد و ۳۹۲ متر بالاتر از سطح دریا واقع شده‌است.